# 마블 코믹스의 등장인물 목록
다음은 마블 코믹스의 등장인물 목록이다.

## ㄱㄴㄷ순

### ㄱ
가모라
갬빗
게이브 존스
고르
고르곤
고릴라맨
고스트라이더
고스트라이더(로비 예비스)
그랜드마스터
그루트
그린 고블린
그웬풀
갤럭투스
게이트웨이

### ㄴ
나모라
나모리타
나이트크롤러
나이트호크
널
네뷸러
네이머
네파리아 백작
노먼 오스번
노바
닉퓨리

### ㄷ
닥터둠
닥터 스트레인지
닥터 옥토퍼스
닥터 부두
닥터 드루이드
덤 덤 듀건
데드풀
데스
데어데블
데이지 존슨
도널드 피어스
도미노
드랙스

### ㄹ
라우피
라이노
로그
로난 디 어큐저
로닌
로켓 라쿤
로키
루나 스노우
루크 케이지
리자드
레드 가디언
레드 스컬
레드 헐크
레드 쉬헐크
링컨 캠벨

### ㅁ
마담 마스크
마리아 스타크
마리아 힐
마이티 토르
막시무스
만다린
말레키스
매직
매그니토
맨씽
맨티스
메두사
메피스토
모건 스타크
모도크(M.O.D.O.K)
모르도 남작
모비우스
모킹버드
몰튼맨
문 걸
문 나이트
미스터 네거티브
미스터 시니스터
미스터 판타스틱
미스테리오
미스티 나이트
미스틱
미즈마블

### ㅂ
발키리
벌처
베타 레이 빌
볼리버 트래스크
볼스타그
불스아이
블라인드 앨
블랙볼트
블랙래쉬
블랙 위도우 (나타샤 로마노바)
블랙 위도우 (옐레나 벨로바)
블랙 캣
블랙팬서
블레이드
블링크
베놈
비숍
비전

### ㅅ
사이클롭스
사일록
사타나
살아있는 행성 이고
샹치
샌드맨
선스팟
세이버투스
센티넬
쉬헐크
쇼커
슈리
슈퍼자이언트
스칼렛 위치
스콜피언
스쿼럴걸
스타로드
스톰
스트라커 남작
스파이더 그웬
스파이더맨
스파이더우먼
스팟
시스터 그림
시프
신
실버 서퍼
실버 세이블
실크
싱
싱귤래리티

### ㅇ
아담 워록
아레스
아마데우스 조
아메리카 차베스
아이언맨
아이언몽거
아이언피스트
아이언 하트
아이스맨
아크엔젤
아투마
아포칼립스
안티맨
안티베놈
앤트맨
어보미네이션
업소빙맨
에드윈 자비스
에릭 킬몽거
에마 프로스트
에보니 모
에인션트 원
에이전트13
엑소더스
엔젤
엘렉트라
엘사 블러드스톤
옐로우제킷
오딘
오메가 레드
와스프
울버린
울트론
욘두
원 어보브 올
위즐
위플래쉬
워머신
워패스
원더맨
웡
윈터솔져
윌리엄 스트라이커
율리크
이카리스
인비저블우먼
인챈트리스
인페르노
일렉트로

### ㅈ
자이언트맨
저거너트
정복자 캉
진 그레이
제모 남작
제시카 존스
제인 포스터
주빌리

### ㅋ
카니지
카르낙
카를라 소펜
카멜레온
카피캣
커스
컬렉터
컬옵시디언(블랙드워프)
캡틴 아메리카
캡틴 마블
퀵실버
케실리우스
케이블
코라스
코르버스 글레이브
콜로서스
크레이븐
크로스본즈
클레아
키티 프라이드
킹핀

### ㅌ
타노스
타이그라
타이타니아
태스크마스터
테나
테랙스
토르
트릭샷
팅커러

### ㅍ
파워맨
파이어스타
판드랄
팔콘
퍼니셔
프리가
프로페서X
프록시마 미드나이트
필 콜슨
페기카터
페퍼포츠
펜리르

### ㅎ
하복
하워드 더 덕
하워드 스타크
하이드로맨
하이페리온
허큘리스
헐크
헐클링
헤임달
헬라
헬스톰
해피호건
호건
호크아이
호크아이(케이트 비숍)
호프 서머스
화이트 타이거
화이트 폭스
후드
휴먼토치
휴먼토치(30년대 안드로이드)

### X
X-23

## 기타 목록
- 마블 시네마틱 유니버스 영화의 배우 목록
- 마블 코믹스 원작의 영화 작품 목록